# Jerzy Wujecki
Jerzy Wujecki (ur. 20 października 1956 w Szczecinie) – polski żeglarz, olimpijczyk z Moskwy 1980.
Zawodnik reprezentujący klub Pogoń Szczecin. Pływał w klasie Soling. W roku 1979 zdobył tytuł mistrza Polski (partnerami byli: Jan Bartosik, Zdzisław Kotla). W tym samym roku zdobył tytuł międzynarodowego mistrza Węgier.
Na igrzyskach w Moskwie wystartował w klasie Soling (partnerami byli: Jan Bartosik, Zdzisław Kotla). Polacy zajęli 9. miejsce.